# Poggio Bustone
Poggio Bustone (Ru Pòju in dialetto locale) è un comune italiano di 1 965 abitanti della provincia di Rieti.

## Geografia fisica

### Territorio
Poggio Bustone sorge sul fianco del Monte Rosato, un colle che si erge sul bordo nord-orientale della Piana Reatina (detta anche Valle Santa per via della presenza di quattro santuari francescani, uno dei quali situato proprio a Poggio Bustone), e alle falde occidentali del massiccio del Monte Terminillo, a circa 350 metri di altezza rispetto al fondo valle.

### Clima
Classificazione climatica: zona E, 2741 GR/G

## Origini del nome
Il nome della cittadina deriva dal latino podium e da un nome personale medievale Busto; in passato era citata anche come Podio Bistonis (1299-1302).

## Storia

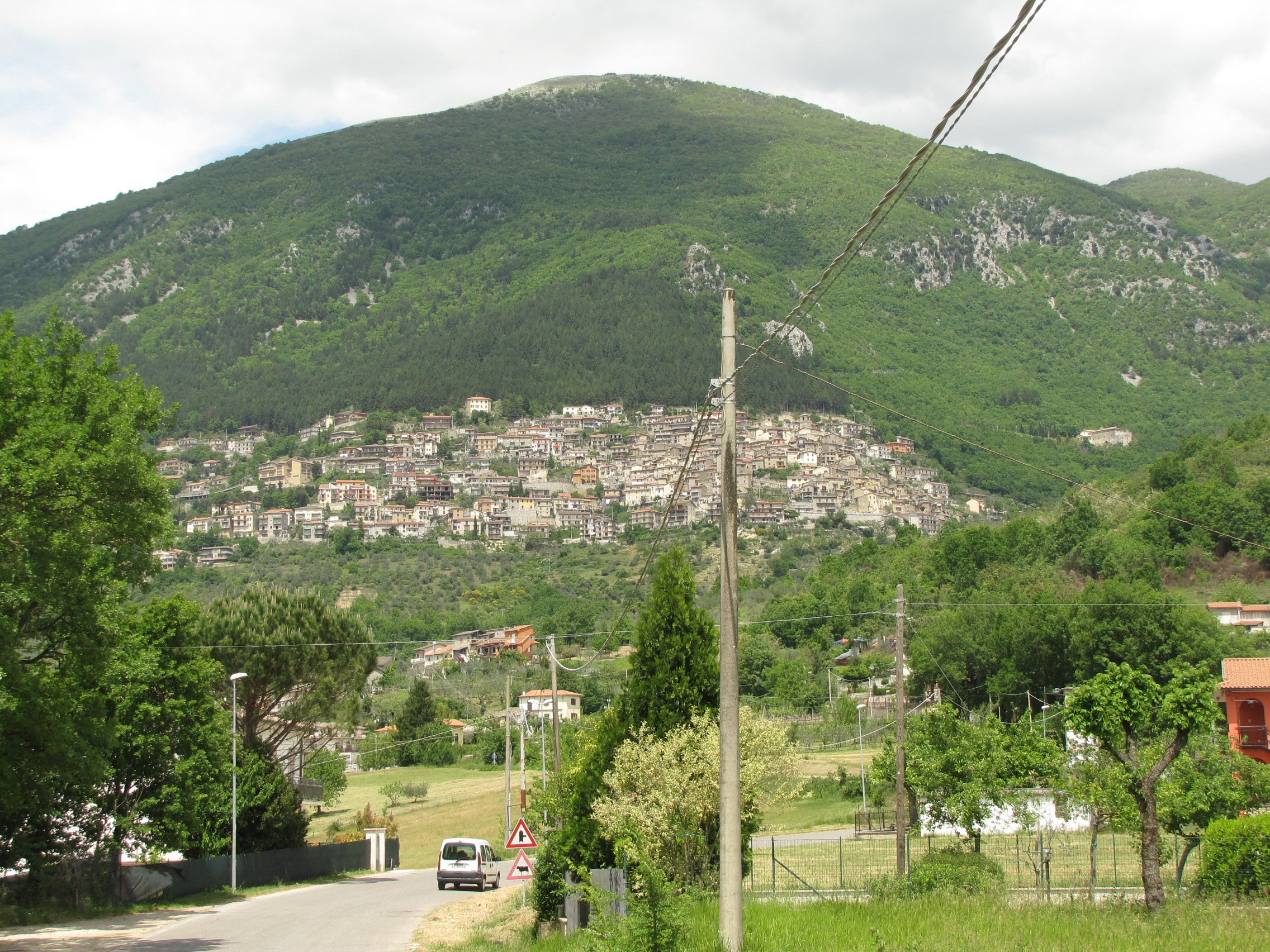
Poggio Bustone visto dalla Piana Reatina

### Medioevo
Le radici di Poggio Bustone si perdono nella notte dei tempi, ma i primi documenti che attestano la sua esistenza risalgono al XII secolo.
Intorno al 1117 è nominato il castrum ed il podium di Poggio Bustone quando Berardo Berardi, signore del feudo, donò il territorio all'Abbazia di Farfa, ma il dominio dell'abbazia durò pochi anni per passare poi al regno normanno. Alla fine del XII secolo, il paese fu incluso nel territorio reatino.
San Francesco, con i suoi primi sei compagni, prese a predicare nel 1208 nella Valle reatina prendendo dimora a Poggio Bustone. Il paese fu completamente raso al suolo dal terremoto del reatino del 1298, che provocò la morte di 150 abitanti.

### Risorgimento
Dal 1817 Poggio Bustone divenne sede di un governatorato che aveva alle sue dipendenze i comuni di Labro, Morro e Rivodutri, nello Stato Pontificio, confinante col Regno delle Due Sicilie.

### Resistenza al nazifascismo
Poggio Bustone nella storia recente fu protagonista della lotta partigiana, nel mese di aprile del 1944 avvenne la Battaglia di Poggio Bustone, il paese fu invaso dalle truppe nazi-fasciste che portarono morte e distruzione, in seguito per il coraggio dimostrato dalla popolazione il Comune fu insignito al valor militare.

### Onorificenze
Poggio Bustone è tra le città decorate al valor militare per la guerra di liberazione, insignita della medaglia d'argento al valor militare per i sacrifici delle sue popolazioni e per l'attività nella lotta partigiana durante la seconda guerra mondiale:

## Monumenti e luoghi d'interesse

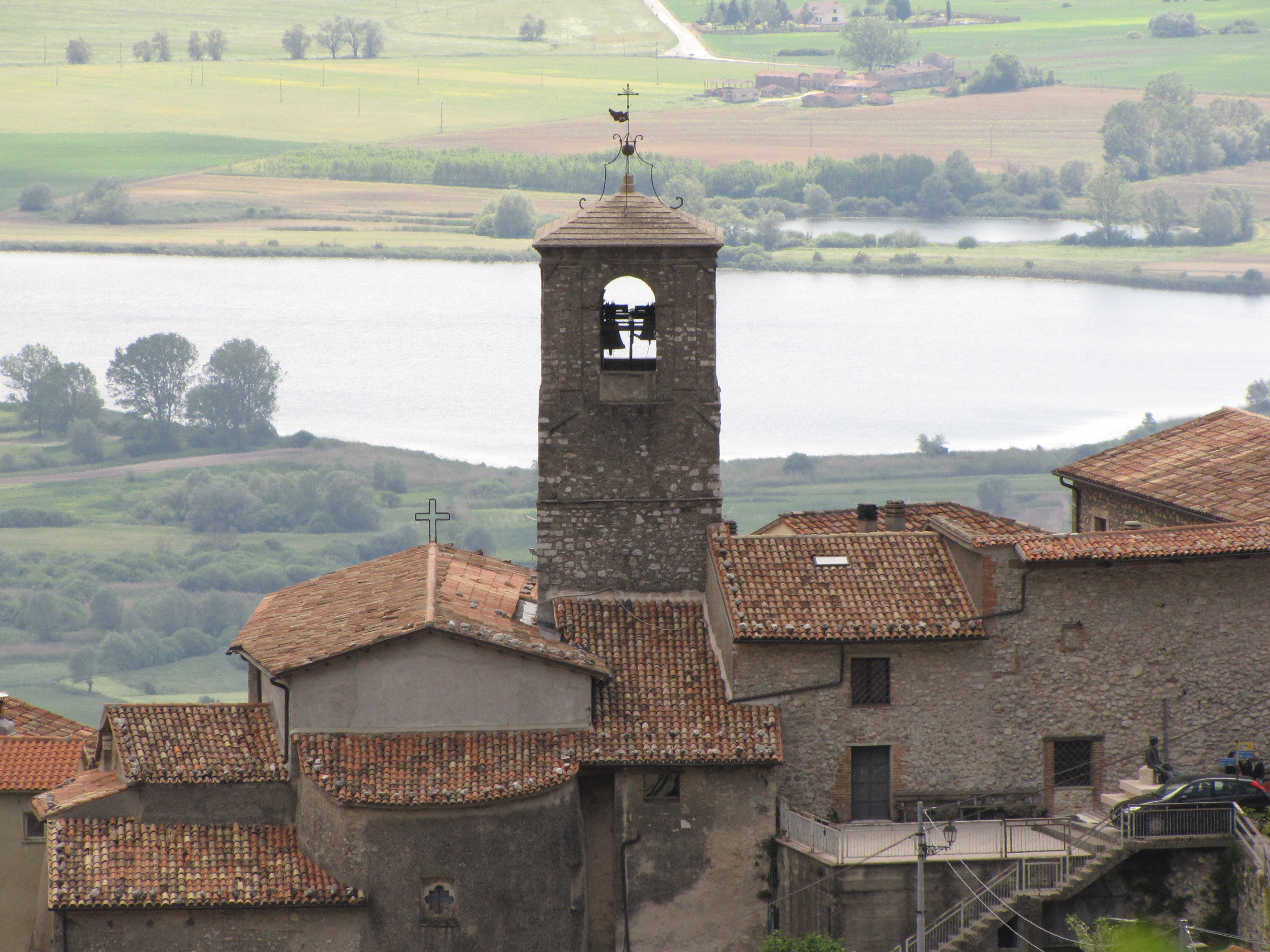
Abside della chiesa di San Giovanni Battista

Il paese si presenta adagiato sulle pendici del monte Rosato con una sistemazione a gradinate; è caratterizzato da un susseguirsi di vie strette e rustiche, scalinate che diventano sentieri di montagna. La struttura della parte vecchia del paese ricorda, per molti aspetti, quella dei classici paesi medievali.

### Architetture religiose
Chiesa di San Giovanni Battista
La parrocchiale di San Giovanni Battista è la principale chiesa del centro storico del paese. All'interno si trova un affresco quattrocentesco di San Francesco che riceve le stimmate. Oltre all'altare principale, sono presenti gli altari laterali della Madonna del Carmine, della Madonna dell'orto e della Madonna del Rosario; da segnalare l'affresco della Madonna della grandine.
Sotto l'altare maggiore si conservano le reliquie di un San Felice martire, donato al paese dalla famiglia Piombino, su richiesta di un certo Fra Felice da Poggio Bustone. Secondo la leggenda il corpo del santo fu portato su di un carro trainato da buoi che spontaneamente giunsero al castrum di Poggio Bustone.
Chiesa di San Pietro apostolo
Costruita nella parte bassa del paese, risale alla fine del XVIII secolo.
Santuario di Poggio Bustone e Convento di San Giacomo
Immediatamente fuori dal paese, sul lato della montagna, sorge il santuario francescano di Poggio Bustone, meta dei numerosi pellegrini che percorrono il Cammino di Francesco. Il santuario sorge nei pressi del romitorio dove, nel 1208, si fermò il santo di Assisi, che qui ebbe l'apparizione dell'angelo che gli annunciava la remissione dei peccati.
La costruzione del santuario iniziò nel Duecento e continuò nei secoli successivi. Il complesso comprende una chiesa, il convento di San Giacomo (ove risiedono i frati Francescani) e il tempietto della Pace.
La chiesa (che risale alla fine del Trecento) ospita degli affreschi che ritraggono la Madonna delle Grazie con il bambino e due angeli ai lati in adorazione, il castello di Poggio Bustone su cui vigilano San Francesco e Sant'Antonio oltre alle artistiche vetrate ed al tradizionale crocefisso in legno.
Il convento di San Giacomo (risalente al XV secolo) si sviluppa intorno a un chiostro dove si possono trovare un quadro con le parole del "Cantico delle Creature", mentre nelle lunette sono raffigurati episodi della vita di San Francesco. Aperto al pubblico è il refettorio in cui si può trovare l'altare in legno con l'edicola dedicata a San Giacomo utilizzate da San Francesco e dai suoi primi seguaci.
Il santuario è collegato al Tempietto della Pace (XX secolo) per mezzo di un sentiero in cui sono poste le edicole della via crucis, ognuna composta da un diverso materiale (legno, marmo, bronzo, ceramica, ecc). Terminato il sentiero si può trovare una statua in bronzo del Santo.

### Architetture civili
Porta del Buongiorno

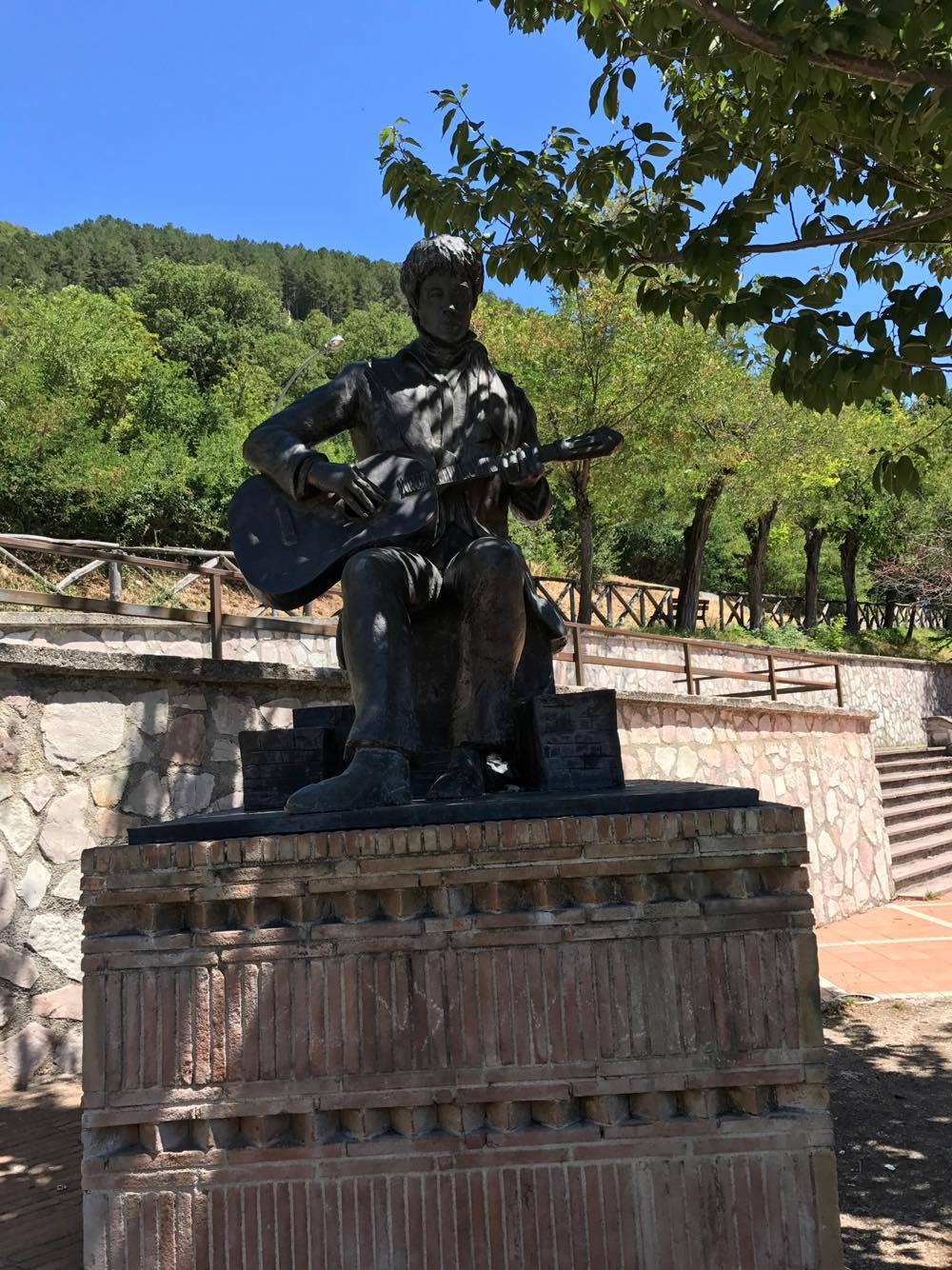
Il monumento a Lucio Battisti

La porta detta del "Buon Giorno" è l'antico ingresso al paese e presenta un bell’arco gotico a sesto acuto. Il suo nome deriva dal saluto che San Francesco era solito rivolgere agli abitanti di Poggio Bustone: "Buongiorno, buona gente!".
Torre del Cassero
La Torre del Cassero, di cui rimangono resti della parte inferiore, è una torre a pianta pentagonale che faceva parte di un castello, del quale restano oggi poche vestigia. Nel 1388, nella torre, avvenne l’incontro tra i priori di Rieti e i rappresentanti di Cittaducale per stipulare la pace, poiché numerosi erano gli scontri tra Rieti e Cittaducale per il predominio su Poggio Bustone.
Statua di Lucio Battisti
Nel parco, intitolato "Giardini di marzo", è stata posta la statua in bronzo del cantautore. La statua, inaugurata il 9 settembre 1999, è stata scolpita da Manuel Campus.

### Aree naturali
Parte del territorio comunale fa parte della riserva parziale naturale dei Laghi Lungo e Ripasottile, un'area umida che comprende i due omonimi laghi e ospita numerose specie di uccelli migratori.

## Società

### Evoluzione demografica
Abitanti censiti

### Lingue e dialetti
Il dialetto pojano fa parte dei dialetti italiani mediani, ed ha influenze del dialetto umbro e del dialetto sabino.

### Tradizioni e folclore

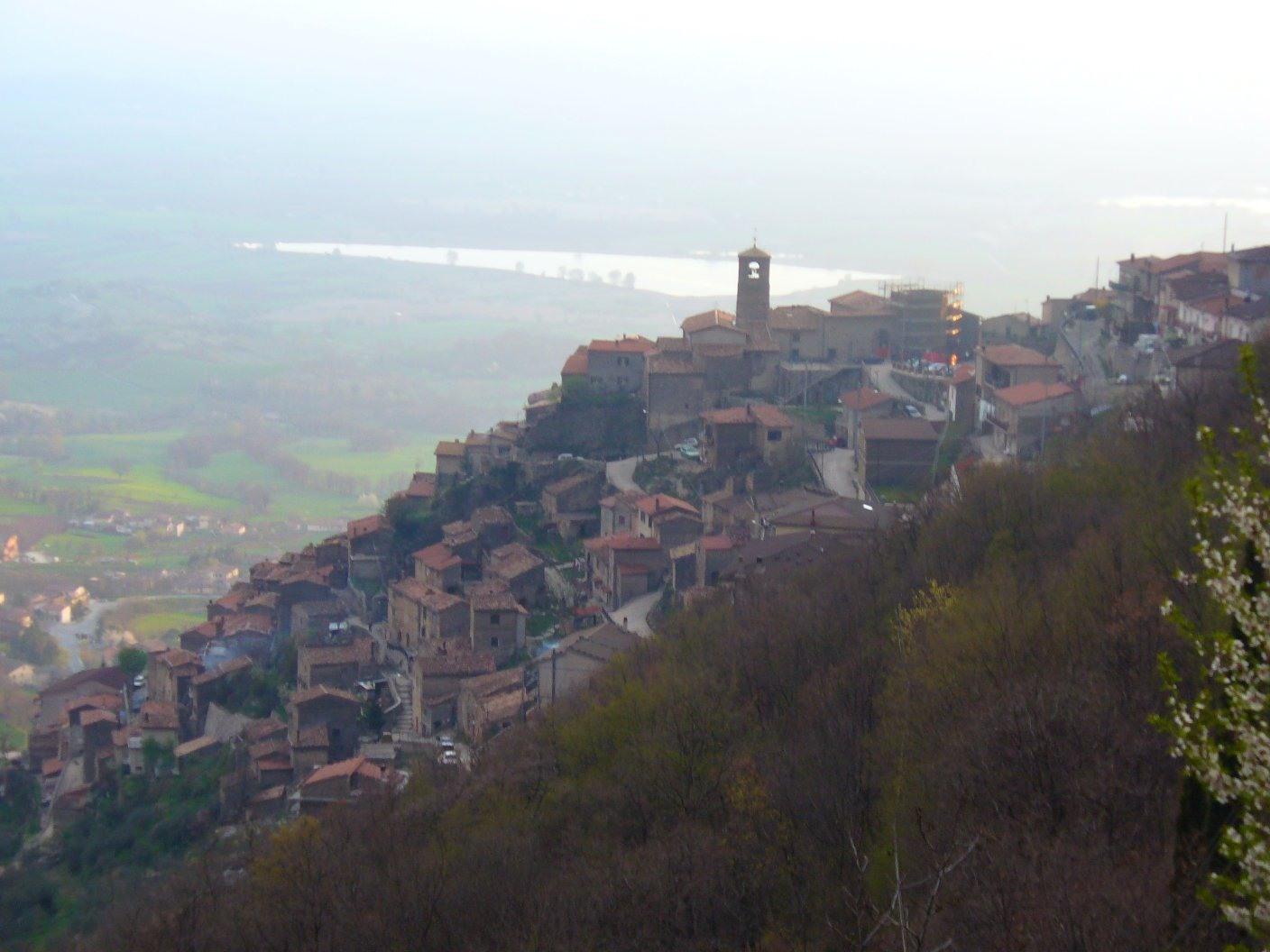
Poggio Bustone dal Santuario

Il passaggio di San Francesco in paese viene ricordato nelle tradizioni popolari in ben 3 festività: il 4 ottobre con il passaggio del "tamburello" che rievoca il saluto del Santo dando il buon giorno a tutti gli abitanti; lunedì dell'angelo con la processione e sosta all'eremo Francescano ed il 2 agosto con le celebrazioni della festa del perdono.
Poggio Bustone è inoltre una delle tappe della Via del Sud e della Via di Roma del cammino di Francesco, la Via di Francesco è un itinerario a piedi, in bicicletta e a cavallo che collega tra loro alcuni luoghi che testimoniano della vita e della predicazione del Santo di Assisi; un cammino di pellegrinaggio, che intende riproporre l'esperienza francescana nelle terre che il Poverello ha calcato nelle sue itineranze. Un unico cammino per raggiungere Assisi sui passi di San Francesco d'Assisi, partendo da Nord (Santuario della Verna) o da Sud (Basilica di San Pietro).

## Cultura

### Cucina
Poggio Bustone è uno dei principali luoghi di produzione della porchetta, che costituisce la più importante specialità gastronomica locale ed è tutelata come prodotto agroalimentare tradizionale. La tradizione locale vuole che ad inventare la ricetta sia stato proprio un macellaio poiano, tale Moretto, che avrebbe avuto l'idea assistendo ad un incendio nel quale dei maiali morirono arrostiti nei pressi di un cespuglio di erbe aromatiche.
La prima domenica di ottobre nel paese si tiene la Sagra della Porchetta, nata nel 1950, è sicuramente da annoverare tra le più longeve e antiche del panorama italiano; un importante documento che possiamo citare, oltre alle testimonianze orali degli abitanti del paese, ai tanti documenti conservati presso gli archivi comunali, è la Gazzetta Ufficiale del 1900, in cui viene fatto un esplicito riferimento alla porchetta di Poggio Bustone esposta all'Expo di Parigi del 1900.

## Economia
Tra le attività economiche della tradizione, le più diffuse sono quelle della pastorizia (Poggio Bustone vanta anche una delle più grandi comunità di tosatori, detti carosini in dialetto, operanti in tutta la Penisola, squadre di giovani e meno giovani che in un determinato periodo dell'anno lasciano il paese per spostarsi in gran parte del territorio nazionale, dove i pascoli sono più abbondanti) dell'artigianato, delle lavorazioni in ferro e in legno e del commercio ambulante.

## Infrastrutture e trasporti

### Strade
Poggio Bustone è collegato con il capoluogo Rieti (che dista circa 15 km) per mezzo della strada provinciale 2 di Poggio Bustone.
Una breve diramazione della SP2 collega il paese alla strada regionale 79 Ternana, che rappresenta il principale collegamento di Poggio Bustone con Terni e un'opzione alternativa per raggiungere Rieti. Fino al 1995 la SR 79 era una strada statale e rappresentava la principale arteria di collegamento tra Rieti e Terni, ma ha perso importanza con la successiva apertura della superstrada Rieti-Terni, che segue un percorso diverso e non attraversa il territorio poiano.
Altre strade provinciali collegano Poggio Bustone ai vicini comuni di Rivodutri e Cantalice (rispettivamente, la 3A e la 8A).

## Amministrazione
Nel 1923 passa dalla provincia di Perugia in Umbria, alla provincia di Roma nel Lazio, e nel 1927, a seguito del riordino delle circoscrizioni provinciali stabilito dal regio decreto n. 1 del 2 gennaio 1927, per volontà del governo fascista, quando venne istituita la provincia di Rieti, Poggio Bustone passa a quella di Rieti.
| Periodo | Periodo   | Primo cittadino     | Partito                               | Carica  | Note |
| ------- | --------- | ------------------- | ------------------------------------- | ------- | ---- |
| 1985    | 1990      | Uliano Battisti     | indipendente                          | sindaco |      |
| 1990    | 1995      | Elvisio Francucci   | PCI-PDS                               | sindaco |      |
| 1995    | 1999      | Pasqualino Desideri | lista civica di centro-sx             | sindaco |      |
| 1999    | 2004      | Pasqualino Desideri | lista civica                          | sindaco |      |
| 2004    | 2014      | Alberto Cerroni     | lista civica                          | sindaco |      |
| 2014    | 2015      | Antonio Leonardi    | lista civica Per il bene comune       | sindaco |      |
| 2016    | 2020      | Deborah Vitelli     | lista civica Crescere insieme         | sindaco |      |
| 2020    | in carica | Rovero Mostarda     | lista civica Uniti per Poggio Bustone | sindaco |      |

### Gemellaggi
- San Benedetto del Tronto, dal 2009[17]

### Altre informazioni amministrative
- Fa parte della Comunità montana Montepiano Reatino

## Sport

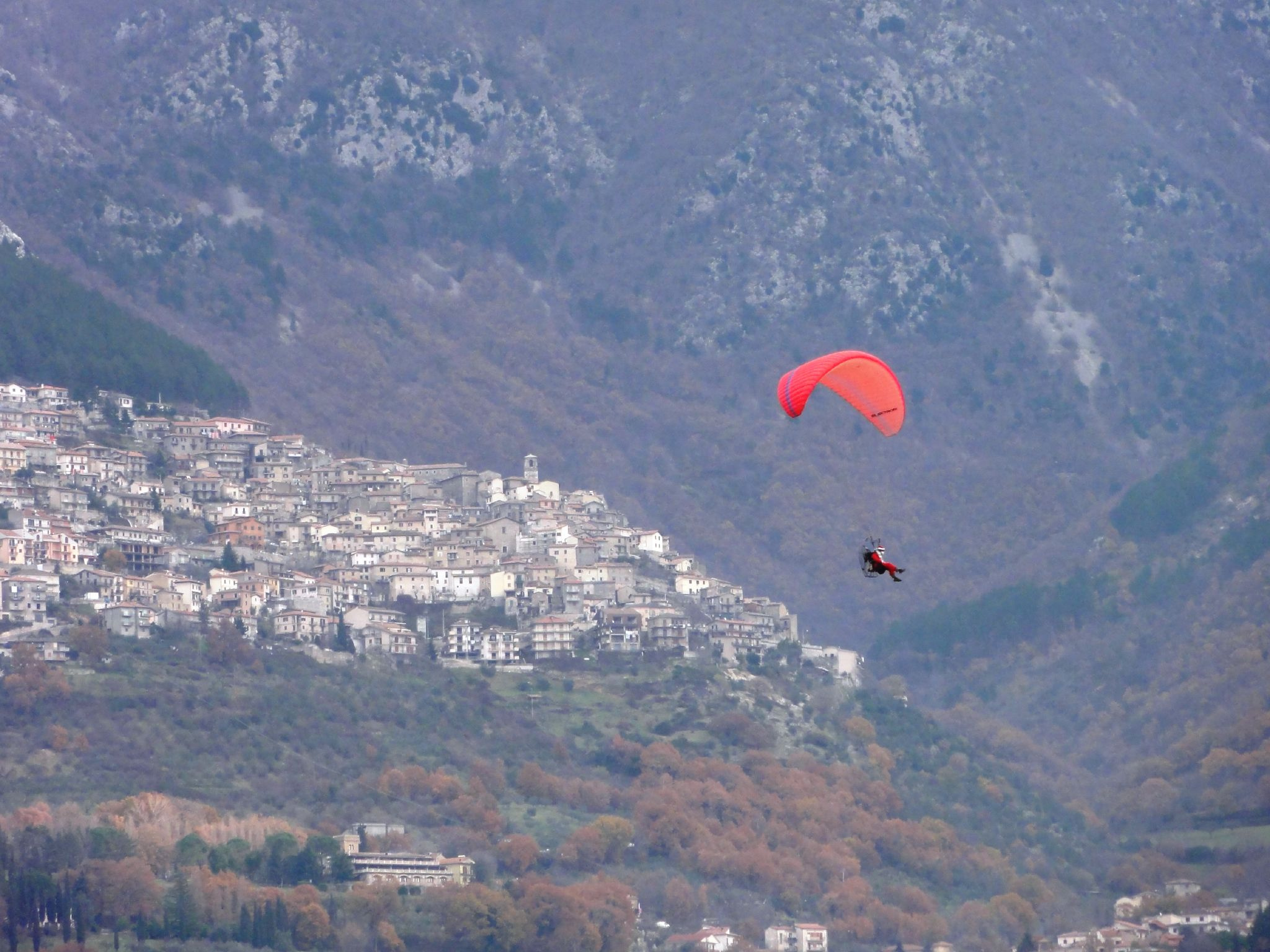
Un parapendio in volo a Poggio Bustone

Grazie alla posizione rialzata del paese e alle favorevoli correnti ascensionali che caratterizzano la Piana Reatina, Poggio Bustone è divenuto nel tempo uno dei posti più amati dagli appassionati di parapendio e deltaplano. Per tale ragione a Poggio Bustone si è tenuta l'edizione 2018 del campionato italiano di parapendio, un pre-mondiale, e la "SuperFinal" dell'edizione 2009 della Coppa del Mondo di Parapendio.
La squadra di calcio, l'ASD Poggio Bustone 2014, milita nel campionato di Seconda Categoria e disputa le gare interne al Campo Comunale di S. Pietro di Poggio Bustone.
È presente una sezione del Club Alpino Italiano.